# ディサイプルス

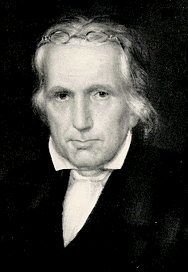
トマス・キャンベル

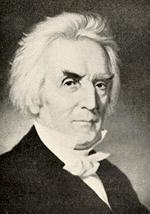
アレグザンダー・キャンベル（1855年頃）

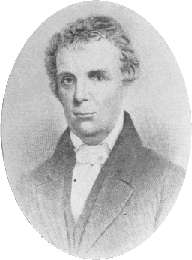
バートン・ストーン

ディサイプルス（Disciples of Christ）は、アメリカ合衆国で起きた第二次大覚醒の影響のもとで生まれたプロテスタントの団体。ディサイプルス派（ディサイプル派）とも言われる。

## 歴史
19世紀初頭、スコットランド系アイルランド人で長老派教会の牧師トマス・キャンベルが1807年にアメリカのケンタッキー州に移住したことから、ディサイプルスの運動・歴史は始まる。運動のきっかけは、母国アイルランドの長老派教会が、他教派の会員に聖餐式を施すことを禁止する規則を作り、アメリカの教会においても規則に従うよう、求めてきたことによるものであった。
トマス・キャンベルはその規則を拒否し、所属教派から距離を置いた。そして1809年には「聖書が語るところで私たちは語り、聖書が黙するところで私たちもまた黙する」という原則のもと、トマスは支持者とともにワシントン・クリスチャン協会を設立し、『ワシントン・クリスチャン協会の宣言および提言』を発表した。トマスは宣言文書内で「何びとも兄弟からさばかれることはできず、また何びとも兄弟をさばくことはできない。人はみな、何よりも自分で自分をさばくべきで、自己を神の前に弁明しなければならない。各人はみな神のことばに縛られているのであって、神のことばの人間的解釈に縛られているのではない。」と訴え、「教会は聖書に帰らなければならない。イエス・キリストの教会は一つである」と主張した。
こうしてトマスは、長老派教会のカルヴァン主義への疑問も訴えるとともに、トマスと同じくアメリカに移り住んできた息子のアレグザンダー・キャンベルと合流し、1811年、ワシントン・クリスチャン協会を継承発展させる形で、ブラッシュラン教会を設立した。ブラッシュラン教会においては、牧師と平信徒の区別は存在せず、長老、執事、伝道者などの役職を信徒のうちから選んだ。なお、この教会運営のあり方は、後のディサイプルス教会発足時にも影響を与えた。
そして1812年にはバプテスト教会と幼児洗礼の否定及び浸礼の点で共通点を見出して、1813年にバプテスト教会連合（通称「レッドストーン」）と協力関係を結んだ。しかし実際のところ、ブラッシュラン教会の信徒たちにとっては、バプテスト教会が制定している信仰告白を受け入れることもできなかったし、ブラッシュラン教会自らの独立的立場を脅かされることを大いに危惧していた。諸教会・信徒の一致を掲げること、そしてあらゆる人間的な教義は受け入れないこと、を条件にバプテスト教会連合「レッドストーン」へ協力することを決めたものの、1816年にアレグザンダーがバプテスト教会連合の会議で演説した内容（「律法の終焉」、「旧約ではなく新約を重視すべきこと」など）がバプテストの各教会から猛烈な批判を受けたことをきっかけに、トマスらは1824年には協力関係を解消することを決断する。
その後ブラッシュラン教会は、バプテスト教会連合「レッドストーン」から分離した1824年に、ウォルター・スコットを指導者とするマホニング・バプテスト連合と協力関係を結んだ。
さらに同じ頃ケンタッキー州で、カルヴァン主義の予定説やウェストミンスター信仰告白に疑問を抱いていたバートン・ストーンが長老派教会から分離して、クリスチャン・チャーチを形成した。そしてこのクリスチャン・チャーチが、トマスやアレグザンダー、ウォルター・スコットらの信徒グループと、1832年に合同し、ディサイプルスを結成することとなる。この合同によりバートンとキャンベル親子の運動は大きく躍進し、「聖書復帰運動」（バートン・キャンベル運動）と呼ばれる運動へと昇華されることとなり、バプテスト、メソジストと並びアメリカ中西部で勢力を拡大した。
ディサイプルスは、創立当初から道徳的に荒廃した中西部で伝道を開始しており、1849年にアメリカ・キリスト教伝道協会の組織化により、アパラチア山脈を越えて西部開拓民の伝道にも力を尽くしたが、19世紀末から20世紀始めにかけての自由主義神学論争の影響により、1900年初頭、ディサイプルス派とチャーチ・オブ・クライスト派（礼拝に一切の楽器を使用しない無楽器派）とに分裂した。なお、ディサイプルス派はこの後さらに、エキュメニカル派の「ディサイプルス派」とファンダメンタリストの「クリスチャン・チャーチ」とに分離することとなった。
ディサイプルスは現在、アメリカにおいて、バプテスト派やメソジスト派と共に大きな勢力を保っており、アメリカ合衆国大統領も3人輩出している（就任順でジェームズ・ガーフィールド、リンドン・ジョンソン、ロナルド・レーガン）。アメリカには約130万人、全世界では200万人の信徒がいるとされる。

## 日本宣教
1888年10月、宣教師ジョージ・T・スミス夫妻、チャールズ・E・ガースト夫妻を最初の宣教師として日本に派遣し、秋田県を中心に伝道活動を開始。日本では、ディサイプルス派の教会は基督教会と呼ばれていた。なおスミス夫人が日本で亡くなったことを記念して、1892年に会堂（現在日本基督教団秋田教会）が建てられている。
その後、宣教は東京にも広がり、聖学院などの教育伝道も行われた。しかし1941年、基督教会は日本基督教団に加わることとなり、日本におけるディサイプルス派は、消滅することとなった。
また、1900年初頭にアメリカで結成されたチャーチ・オブ・クライストも日本へ宣教師を派遣し、静岡、茨城などで伝道を行い、「キリストの教会 (無楽器派)」を創立。1949年には茨城キリスト教大学を設立した。
さらに、アメリカのディサイプルス派から分離して誕生した、保守派のクリスチャン・チャーチも日本で宣教を行っており、団体としては「キリストの教会 (有楽器派)」を設立している。また関連の神学校として、大阪聖書学院をもつ。

## 特徴
- 聖書のみを信仰のよりどころにする。
- キリストの再臨の強調
- 人為的な形式、組織の拒否
- 会衆主義
- 浸礼による洗礼式
- 毎週聖餐式を行う。

## 現代においてディサイプルスと自称するが、異論のある団体
以下の団体については、ディサイプルス派の流れを受け継いだと自称することが確認されているが、団体外部の識者より異論が起こったり、カルト傾向のある組織として指摘されていたりする団体である。
- 国際キリストの教会（英語版）は、第二次大覚醒やディサイプルス派の聖書復帰運動の流れを受け継ぐ教会であると自ら称しており、英語版ウィキペディア上の紹介記事冒頭にも、類似の記述が見られる。しかしながら1979年に創設されたこの団体の活動（時に「ボストン・ムーブメント」とも称される）は、大学のキャンパスを中心に始まったものであり、19世紀初頭に起きた運動と直接的なつながりを持つわけではない。また「ディサイプリング」（主従関係的弟子制度、弟子訓練）[2]と称し、団体構成員間で主従関係を結ぶ教えが存在することなどから、一部ではカルト視する向きもある[3]。この「ディサイプリング」は、ディサイプルス設立の趣旨・歴史を無視した、ディサイプルス派とは全く関係のない制度である[4]。

- 東京キリストの教会も国際キリストの教会同様、ディサイプルス派の関連団体を称する事例がある。東京キリストの教会は、国際キリストの教会のボストン・ムーブメントに影響を受けた指導者が設立した日本の団体で、国際キリストの教会と同じく「ディサイプリング」（主従関係的弟子制度、弟子訓練）を導入しており、導入の目的を、「19世紀初頭に誕生したディサイプルス派が、時代を経るごとに分裂していった過去を反省して」という趣旨で説明している（ほか詳細は、東京キリストの教会のページも参照。）。しかしながら東京キリストの教会も1989年ごろに創設されたものであり、19世紀初頭のディサイプルス派と直接的なつながりをもつわけではない。またカルト問題に詳しい、尾形守牧師は著書のなかで「（東京キリストの教会は）異端かどうか議論されていて警戒されている団体」としている[5][6]。

- 人民寺院は、1955年にカルト教祖ジム・ジョーンズにより結成され、1959年にディサイプルス系のクリスチャン・チャーチに加盟した。1978年に、ガイアナにて集団自殺を行ったことで知られる。